# گستا فرانکوروم (شارتری)
گِشتا فِرانکاروم اِهِروزالِم پریگرینانتیوم که با نام کوتاه‌شدهٔ گِشْتا یا چِسْتا فِرانْکاروم (به لاتین: Gesta Francorum؛ به انگلیسی: A history of the expedition to Jerusalem؛ به فارسی: تاریخ سفر فرانک‌ها به اورشلیم)، نیز شناخته می‌شود، رویدادنامه‌ای تاریخی‌ست به زبان لاتین که در باب نخستین جنگ صلیبی که در سه مرحله (در سال‌های ۱۱۰۱، ۱۱۰۶ و ۱۱۲۴ تا ۱۱۲۷ میلادی) توسط فوشیه شارتری، کشیش و وقایع‌نگار و از شرکت‌کنندگانِ جنگ اول صلیبی، نوشته شده‌است. وی کشیش، وقایع‌نگار و از شرکت‌کنندگان در نخستین جنگ صلیبی بوده‌است که پس از حضور در مجمع کلرمون، به همراه استفان بلوایی در اکتبر ۱۰۹۶ عازم شرق شد و پس از مدتی مبدل به کشیش مخصوص بالدوین بویونی شد و تا زمان مرگش در شرق و اورشلیم ماند. وی حاصل مشاهدات خود را در کتابی حجیم با عنوان گشتا فرانکاروم یا سفر فرانک‌ها به اورشلیم در سه مرحله به نگارش درآورد که این اثر در مکتب تاریخ‌نگاری اروپایی جنگ‌های صلیبی، اثری جامع و معتبر به‌شمار می‌رود. این کتاب برای نخستین بار به کوشش هنریش هاگنمیر منتشر و همچنین این کتاب توسط فرانسیس ریتا ریان برای نخستین بار به‌طور کامل به زبان انگلیسی ترجمه شد.
این کتاب مشتمل بر زمینه‌های وقوع جنگ صلیبی اول و تاریخ وقایع آن از آغاز و پیامدهای آن در سرزمین‌های آن سوی دریا تا ۱۱۲۷ و در سه بخش مفصل است. فوشیه در بخش نخست به ذکر حوادث و وقایع از مجمع کلرمون و آغاز جنگ صلیبی تا وفات گادفری بوین می‌پردازد. بخش دوم این اثر مشتمل بر گزارش سلطنت بالدوین یکم و اقدامات وی تا زمان مرگش در ۱۱۱۸ است و بخش سوم نیز حاوی روی کار آمدن بالدوین دوم در سال ۱۱۱۸ و اقدامات وی تا زمان مرگ فوشیه شارتری در اورشلیم است.
گشتا که به معنای رویداد یا رخداد است، به صورت رویدادنامه به شیوهٔ تاریخ‌نگاری کلاسیک اروپایی نوشته شده‌است. این کتاب دارای ویژگی‌هایی است که از آن جمله می‌توان به جامعیت و معتبر بودن اخبار ذکر شده در آن، صداقت و درستی نویسنده، استناد به آثار مؤلف گمنام گشتا و ریمون آگیلی، استناد به مطالب انجیل و دیگر کتاب‌های مقدس، استفاده از اشعار منظوم (قطعات منظوم) اجتماعی، مذهبی دینی و حماسی، شرح وقوع حوادث طبیعی، نظیر زلزله‌های مهیب و خسوف و کسوف و …، استفاده اسرارآمیز از تاریخ‌ها و زمان‌های طالع‌بینانه و نجومی و … اشاره کرد. در مورد این اثر برعکس کتاب گشتا، نظرات و تحلیل‌های زیادی وجود ندارد که می‌توان به استیون رانسیمان اشاره کرد در اثر خود، تاریخ جنگ‌های صلیبی، در مورد این کتاب نظر داده‌است. وی معتقد است فوشیه شارتری از داناترین و قابل اعتمادترین وقایع‌نگاران لاتین است که با وجود وفاداری شدیدش به بالدوین یکم، وقایع را همواره با دیده‌ای واقع‌بینانه و بدون تعصب و جانبداری بررسی کرده‌است.

## پیش‌زمینه تاریخی

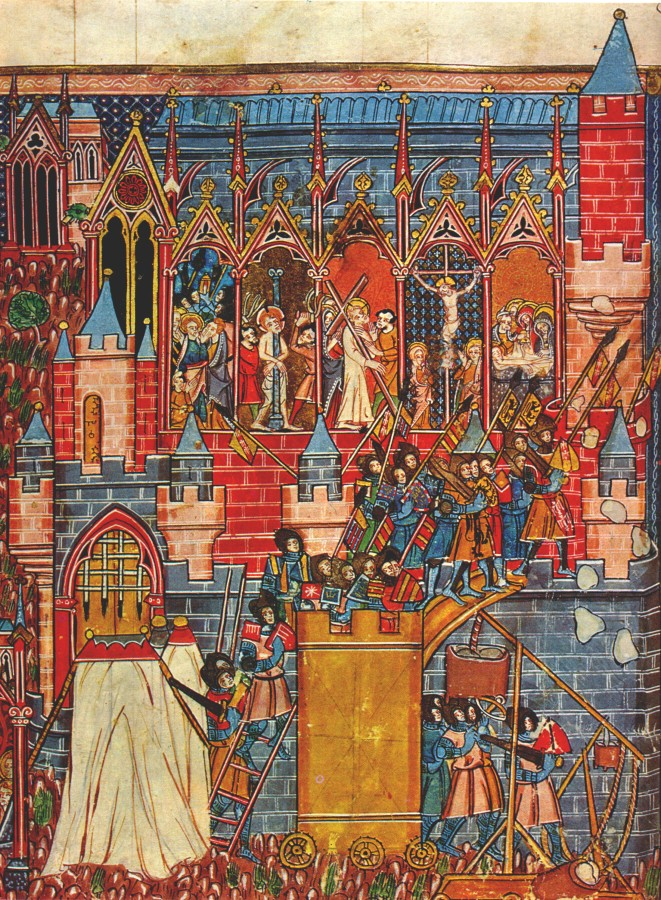
محاصره اورشلیم، تصویر شده در نسخه‌ای خطی از قرون وسطی

نخستین جنگ صلیبی، نخستین جنگ از سری جنگ‌های صلیبی بود که برای بازپس‌گیری سرزمین مقدس روی داد و به‌وسیلهٔ پاپ اوربان دوم در جریان شورای کلرمونت، در سال ۱۰۹۵ م، اعلان شد. پس از آنکه بسیاری از مناطق تحت کنترل بیزانس در آناتولی به دست ترکان سلجوقی تسخیر شد، پاپ درخواست کرد اردویی نظامی برای یاری امپراتوری بیزانس گسیل شود. نتیجهٔ اردوکشیِ اشرافِ بلندپایهٔ فرانسوی — که با نام جنگ صلیبی شاهزادگان شناخته می‌شود — منجر به تسخیر دوبارهٔ آناتولی و حتی سرزمین مقدس (شام) شد که از ابتدای سدهٔ هفتم میلادی و در زمان گسترش اسلام به دست مسلمانان افتاده بود. سرزمین مقدس در ژوئیهٔ ۱۰۹۹ م، در جریان بازپس‌گیری اورشلیم به دست صلیبیون افتاد و پادشاهی اورشلیم در آن برپا شد.
این اردوکشی در پاسخ به درخواست کمک نظامی از سوی آلکسیوس یکم، امپراتور بیزانس به وقوع پیوست. اوربان، سخنرانی‌اش را در شورای کلرمونت به تصمیم‌گیری در مورد این موضوع خاص اختصاص داد و پیشنهاد محاصرهٔ جنگی شهرهای نیقیه و انطاکیه را مطرح کرد که به تازگی اشغال شده بودند؛ اگرچه، طبق اظهارات شاهدان عینی که پس از سال ۱۱۰۰ م به‌نگارش درآمده‌است، پاپ در سخنرانی‌اش در کلرمونت از اورشلیم و سرزمین مقدس به عنوان هدفی فرعی یاد کرده بود.
جنگ صلیبی موفقیت‌آمیز شاهزادگان پس از جنگ صلیبی عوام‌الناس به وقوع پیوست. جنگ صلیبی عوام‌الناس یکی از جنگ‌های صلیبی مشهور به‌شمار می‌رود که به دعوت پیتر راهب در بهار ۱۰۹۶ م شروع شده‌بود. حرکت او علیه ترکان در آناتولی بود، ولی در مسیرش در راینلند به مردم یهودی حمله کرد. او و مردم صلیبی پیروش، سرانجام در ماه اکتبر از ترکان به سختی شکست خوردند.
جنگ صلیبی شاهزادگان که در مقایسه از سازماندهی نظامی و جنگی بسیار بهتری برخوردار بود، در اواخر تابستان ۱۰۹۶ م آغاز شد و سپاه آنان در میانهٔ نوامبر ۱۰۹۶ تا آوریل ۱۰۹۷ م به قسطنطنیه رسید. آن‌ها به آناتولی یورش برده و نیقیه را در ژوئن ۱۰۹۶ و انطاکیه را در ۱۰۹۷ م تسخیر کردند. صلیبیون در ژوئن ۱۰۹۹ م به اورشلیم رسیدند و در جریان حمله‌ای در ۷ ژوئیهٔ ۱۰۹۹ م، شهر را به کنترل خود درآوردند و مدافعان را قتل‌عام کردند. تلاش کوچک فاطمیان برای بازپس‌گیری اورشلیم، توسط صلیبیون در نبرد اشکلون دفع شد.
آن‌ها هم‌زمان با پیروزی‌هایشان، دولت‌هایی لاتین و صلیبی مانند پادشاهی اورشلیم، کنت‌نشین طرابلس، شاهزاده‌نشین انطاکیه و کنت‌نشین ادسا را پایه‌ریزی کردند که با آرمان‌های مذهب شرقی امپراتوری بیزانس منافات داشت. آنان خواستار بازگردانی سرزمین‌هایی بودند که مسلمانان از آنان گرفته‌بودند، ولی اکنون بیشترشان به دست لاتین‌های کاتولیک افتاده بود. پس از تصرف اورشلیم، بیشتر صلیبیون به خانه‌هایشان بازگشتند که باعث شد پادشاهی صلیبی در طول جنگ صلیبی دوم و سوم در مقابل مسلمانان آسیب‌پذیر شود.

### تاریخ‌نگاری کلاسیک جنگ‌های صلیبی
با وقوع جنگ‌های صلیبی و پیامدهای آن در غرب و جهان مسیحیت، فصلی جدید از تاریخ‌نگاری اروپایی و غیراسلامی به وجود آمد. اهمیت این جنگ‌ها که بیش از دو قرن به درازا کشیدند، به گونه‌ای است که نگاه مورخان، سیاحان، نویسندگان و شاعران متعددی را همزمان با این نبردها و پس از آن به خود جلب نمود و آنان را بر آن داشت تا آثار مهمی به زبان‌های مختلف به نگارش درآورند که هرکدام عمدتاً با توصیف رویارویی و تعاملات قدرت‌های غرب و شرق، زوایایی از تاریخ وقایع و رخدادهای سیاسی، نظامی، روابط بین‌المللی و دیپلماتیک، اجتماعی، اقتصادی، دینی مذهبی، فرهنگی، ادبی، هنری، معماری، عمرانی، جغرافیایی و طبیعی اراضی مقدس را روشن می‌سازند. منابع کلاسیک اروپایی‌ها دربارهٔ جنگ‌های صلیبی و پیامدهای آن در قالب وقایع‌نامه‌های تاریخی، سفرنامه‌ها، اسناد و مدارک رسمی، متون حقوقی و قضایی، اشعار حماسی صلیبی، ادبیات داستانی منظوم، یادداشت‌های روزانه، خاطرات شخصی، شرح‌حال پادشاهان، جغرافیای تاریخی و اقلیمی اراضی مقدس و تاریخ وقایع اورشلیم (تاریخ‌های محلی) به نگارش درآمده‌اند.
وقایع‌نامه‌های صلیبی که بخش اول دستاوردهای تاریخ‌نگارانه مکتب کلاسیک تاریخ‌نگاری اروپایی جنگ‌های صلیبی را تشکیل می‌دهند، عمدتاً از سوی مورخان اروپایی و بر همان سبک و سیاق وقایع‌نگاری در این سرزمین پدیدار شده‌اند. افزون بر این، وقوع این جنگ‌ها و پیامدهایش، الهام‌بخش شیوه‌های جدیدی در تاریخ‌نگاری اروپایی شد و تأثیرهای عمیقی بر روش‌های پژوهش‌های تاریخی و ادبی در اروپای قرون وسطا بر جای گذاشت. دربارهٔ پدیدآورندگان مکتب کلاسیک تاریخ‌نگاری اروپایی جنگ‌های صلیبی باید گفت که به استثنای تعداد محدود و انگشت‌شمار مورخان لاتین که از نزدیکان فرماندهان و پادشاهان یا افراد بالارتبه بوده‌اند، اغلب وقایع‌نگاران صلیبی از کشیشان و اسقفان برجسته کلیسا بودند که با تشویق اروپاییان و تحریک اعتقادات دینی‌شان، همزمان با جنگ‌های صلیبی، موجب پیدایش نوعی تاریخ‌نگاری دینی و رهبانی شدند.
در یک تقسیم‌بندی کلی، وقایع‌نگاران اروپایی جنگ‌های صلیبی در دو دسته قرار می‌گیرند؛ دسته نخست، شرکت‌کنندگان و حاضران در این جنگ‌ها، که حاصل دیده‌های خود و وقایع و رخدادهای جنگ و پیامدهایش را در آثاری مستقل به نگارش درآوردند و دسته دوم، مورخانی که یا به شرق نرفتند یا پس از جنگ، به اورشلیم رسیدند و با اتکا و استناد به روایات شفاهی و دیده‌ها و شنیده‌های صلیبیونی که به اروپا بازگشته بودند و نیز مکتوبات و یادداشت‌های شاهدان عینی و کتاب‌های مورخان دیگر، به نگارش دربارهٔ جنگ‌های صلیبی پرداختند.

## مؤلف
فوشیه شارتری کشیش، وقایع‌نگار و از شرکت‌کنندگان در جنگ صلیبی بوده‌است. وی به احتمال در حدود ۱۰۵۹ میلادی در شارتر فرانسه به دنیا آمد. سپس برای کشیشی آموزش دید. وی مشتاقانه به موعظه‌های پاپ اوربان دوم دربارهٔ ضرورت جنگ‌های صلیبی پاسخ داد و در مجمع کلرمون فرانسه در نوامبر ۱۰۹۵ حضور یافت. پس از مجمع، وی به همراه استفان بلوایی در اکتبر سال ۱۰۹۶ به سوی شرق عزیمت کرد. در واقع، وی به همراه لشکر استفان ابتدا به سمت جنوب ایتالیا حرکت کرد و در آوریل سال ۱۰۹۶ شهر باری را به مقصد قسطنطنیه ترک نمود و سپس از آنجا رهسپار آسیای صغیر شد. فوشیه شارتری از اکتبر سال ۱۰۹۷، کشیش مخصوص بالدوین بویونی شد و از آن پس به مدت ۱۵ سال تا زمان مرگ وی در سال ۱۱۸۱، به جرگهٔ ملازمان وی درآمد. فوشیه فرانسوی تا زمان مرگ خویش در سال ۱۱۲۷ یا کمی بیش از آن، در اراضی مقدس اقامت نمود و حاصل مشاهدات عینی خویش از وقایع جنگ صلیبی اول و دستاوردهای آن را در کتابی حجیم با عنوان گشتا فرانکاروم اهروزالم پریگرینانتیوم یا تاریخ سفر فرانک‌ها به اورشلیم در سه مرحله و در سال‌های ۱۱۰۱، ۱۱۰۶ و ۱۱۲۴ تا ۱۱۲۷، به منظور جشن پیروزی صلیبیون در نخستین جنگ به نگارش درآورد که طبق گفتهٔ عبدالله ناصری طاهری یکی از مهم‌ترین، جامع‌ترین و معتبرترین متون کلاسیک جنگ صلیبی را در مکتب تاریخ‌نگاری اروپایی جنگ‌های صلیبی پدیدآورد.

## ساختار کتاب
فوشیه این کتاب را که مشتمل بر زمینه‌های وقوع نخستین جنگ صلیبی و تاریخ واقع آن از آغاز و پیامدهای آن در سرزمین و اراضی مقدس تا سال ۱۱۲۷ میلادی است، در سه بخش مفصل تألیف کرده‌است:

### بخش اول
این بخش حاوی وقایع و حوادث مجمع کلرمون و آغاز حملات صلیبی تا وفات گادفری بوین ــ اولین پادشاه صلیبی اورشلیم ــ در ۱۸ ژوئن ۱۱۰۰ میلادی است. فوشیه شارتری این بخش را با توصیف و بررسی عوامل اجتماعی، دینی مذهبی و سیاسی زمینه‌ساز در انعقاد آن مجمع در ۱۸ تا ۲۸ نوامبر ۱۰۹۵ و تلاش‌ها و اقدامات پاپ اوربان دوم در دعوت از اسقفان و پادشاهان و مردم مسیحی برای شرکت در آن آغاز می‌کند. سپس، به‌طور مفصل سخنرانی‌ها و وقایع رخ‌داده در شورای کلرمون نظیر سخنرانی پاپ مبنی بر ضرورت لشکرکشی به شرق و بازپس‌گیری اورشلیم از مسلمانان و تشویق‌های وی برای سفر به این سرزمین، اختلاف‌نظرها و …، نتایج این گردهمایی را شرح می‌دهد. سپس، نحوهٔ مهاجرت مسیحیان را در پی آن شورا از مارس ۱۰۹۶ به بعد و وضعیت صلیبیون در طول مسیر فرانسه تا قسطنطنیه و خطرات آن راه را توصیف می‌کند. چگونگی حرکت آنها از قسطنطنیه تا نیقیه، محاصره نیقیه و رویارویی با ترکان سلجوقی و سقوط آن ایالت، وقوع جنگ‌های مهلک میان صلیبیون و ترکان و پیامدهای آن در این منطقه، مطالب بعدی او هستند.
فوشیه این بخش را با اقدامات کنت بالدوین ــ برادر گادفری بوین ــ و تسلط وی بر ادسا، رسیدن صلیبیون به انطاکیه و محاصرهٔ آن، رویارویی با ترکان به فرماندهی کربغا، دستیابی صلیبیون بر انطاکیه و تأسیس امیرنشین صلیبی انطاکیه و پیامدهای آن ادامه می‌دهد. سپس، حملهٔ صلیبیون به دیگر شهرهای اراضی مقدس و در نهایت نحوهٔ محاصرهٔ شهر اورشلیم و دستیابی بر آن از سوی صلیبیون و رویارویی با ترکان بر سر آن سرزمین و نبرد عسقلان و رویارویی با فاطمیان مصر را از سوی دیگر وصف می‌کند.
همچنین، پیوند نزدیک فوشیه با بالدوین به این منجر شد که وی نیز به همراه وی در ادسا و پیرامون آن ایالت حاضر باشد. از این رو، قادر بود گزارش دست اولی از نحوهٔ دستیابی بالدوین بر قدرت در ادسا ارائه کند. اما وی در محاصره و فتح انطاکیه و اورشلیم در سال‌های ۱۰۹۷ تا ۱۰۹۹ شرکت نداشت و شاهد عینی وقایع مربوط به آنها نبود. در واقع، فوشیه ۵ ماه پس از فتح اراضی مقدس، در دسامبر سال ۱۰۹۹، به همراه بالدوین به اورشلیم رسید تا کریسمس را در اماکن مقدس آن سرزمین جشن بگیرند. از این رو، وی با استناد به گزارش‌های ریمون آگیلی و متن گشتا به توصیف وقایع مزبور با جزئیات مفصل پرداخته‌است. وی کشتار مسلمانان در اورشلیم و مناطق دیگر را در نوشته‌های منثور و منظوم خویش وصف نموده و چهره شهرهای ویران آن سرزمین را به تصویر کشیده‌است که وی دو نوع عدد و رقم از تعداد کشتگان در اراضی مقدس ارائه نموده‌است.

### بخش دوم
این بخش مشتمل بر گزارش سلطنت پادشاه بالدوین یکم ــ جانشین گادفری بوین ــ و اعمال وی از سال ۱۱۰۰ تا زمان فوتش در سال ۱۱۱۸ میلادی است. فوشیه هنگامی که بالدوین در پاییز سال ۱۱۰۰ به اورشلیم رفت، همراه وی بود و در پادشاهی اورشلیم همچنان کشیش مخصوص وی بود. وی فصل دوم از اثرش را با نحوهٔ مهیا شدن بالدوین برای به دست گرفتن حکومت و سلطنت اورشلیم و مقابله و رویارویی‌های متعدد با ترکان سلجوقی و فاطمیان مصر آغاز می‌کند. سپس به وصف اقدامات وی در حرکت از مسیر انطاکیه تا اورشلیم می‌پردازد. نحوهٔ به سلطنت رسیدن بالدوین در سال ۱۱۰۱، و تاج‌گذاری وی، مبارزهای پی‌درپی صلیبیون با امپراتور الکسیوس کمننوس یکم و پیمان دوستی و همکاری آنها با یکدیگر در سال ۱۱۰۸، توسعه‌طلبی صلیبیون در شهرهای طرابلس، بیروت، ادسا، صور، صیدا، عکا، قیساریه، ارسوف و …، به فرماندهی بالدوین و استیلاء بر آنها و رویارویی با ترکان، آگاهی‌های دیگری هستند که فوشیه در اختیار مخاطب قرار می‌دهد.
وی با اشتیاق نحوهٔ لشکرکشی به آن سوی بحرالمیت را در سال ۱۱۰۰، نیز وصف می‌کند و به نظر می‌رسد وی در عملیات نظامی که تا سال ۱۱۱۱ یا ۱۱۱۲ به طول انجامیده، حاضر بوده‌است؛ زیرا روایات مفصل و دقیقی دربارهٔ آن واقعه و پیامدهای آن از خود برجای گذاشته‌است. حمله بالدوین یکم به شهرهای فرما و عریش مصر در مارس ۱۱۱۸، و نتایج آن و وفات وی در عریش و انتقال وی به اورشلیم، مباحث پایانی بخش دوم کتاب فوشیه شارتری هستند. شواهد و مدارک حاکی از آن هستند که وی مدت زمان بسیاری از وقت خود را در اورشلیم گذرانده و بالدوین یکم را نه در هنگامی که این پادشاه برای کمک به شاهزاده راجر انطاکیه در سال ۱۱۱۵ به شمال شام می‌رفت و نه در هنگام حرکت وی به سوی مصر در سال ۱۱۱۶ یا ۱۱۱۸ همراهی ننموده‌است. بالدوین یکم در سفر به مصر از دنیا رفت و به نظر می‌رسد فوشیه با همان سمت کشیش مخصوص، جانشین وی، یعنی بالدوین دوم را خدمت کرده باشد یا همراه وی به سفر رفته باشد.

### بخش سوم
این بخش حاوی روی کار آمدن بالدوین دوم در سال ۱۱۱۸ میلادی و اقدامات وی تا مرگ مورخ در سال ۱۱۲۷ در اورشلیم است. فوشیه در این زمان ۶۰ یا ۷۰ سالگی‌اش را می‌گذارند و ظاهراً وقت خود را در اورشلیم به نگارش تاریخش اختصاص داده بود. وی در این بخش، نخست به مراسم جانشینی و تاج‌گذاری بالدوین دوم در اورشلیم و رفتارش با مردم آن سرزمین می‌پردازد. سپس از بسیج نیروهای جنگی ناوگان دریایی مصر (به تعبیر فوشیه بابلون) در سال ۱۱۱۸ به قصد نابودی مسیحیان اورشلیم، جنگ در انطاکیه و کشتار اهالی در مبارزه با ترکان در سال ۱۱۱۹، اقدامات و تاکتیک‌های نظامی بالدوین دوم در کمک به مردم انطاکیه در رویارویی با ترکان و نتایج آن و نیز نحوهٔ عملیات نظامی آنها در این امارت در برابر صلیبیون را توصیف می‌کند. حملهٔ بالدوین دوم به دمشق در سال ۱۱۲۱، حمله مجدد وی به ترکان در انطاکیه در سال ۱۱۲۲، نحوه اسارت ژوسلین ــ کنت ادسا ــ از سوی ترکان، نحوهٔ اسارت بالدوین دوم و پیامدهای آن در پادشاهی اورشلیم و مسئله جانشینی وی، آمادگی ونیزی‌ها برای رفتن به سرزمین مقدس و کمک به صلیبیون و رویارویی‌شان با شرقیان در شهرهای عسقلان و بندر عکا و مناطق دیگر، چگونگی آزادی ژوسلین و بالدوین دوم از اسارت و اقدامات بعدی بالدوین دوم در برابر ترکان و علل و نحوهٔ اسارت مجدد وی، روابط ونیزی‌ها با صلیبیون و توافق آنها بر محاصره شهرهای صور و عسقلان در سال ۱۱۲۴، و نتایج آن به ترتیب، وقایعی هستند که فوشیه شارتری با جزئیات کامل آنها را شرح می‌دهد.
درخواست پاپ پاسکال در سال ۱۱۲۴، از سراسقف اورشلیم برای گسترش حوزهٔ نفوذ کلیسای رم در آن سرزمین و انطاکیه و حاکمیت و تصرف وی در امور مطرانی و به‌طریقی سرزمین‌های اشغال شده از سوی صلیبیون موضوع مهم دیگری‌ست که این وقایع‌نگار در بخش سوم اثرش بدان اهتمام نموده‌است.

## ویژگی‌ها
گشتا ــ همان‌طور که ذکر شد ــ رویدادنامه‌ست تاریخی به زبان لاتین که توسط فوشیه شاتری به رشته تحریر درآمد. این کتاب با نثری روان، ساده و داستانی سعی دارد رویدادها را به سبک و جوهر مرتبط با موضوع روز خود شرح دهد. علاوه بر این وی از برخی مطالب انجیل و دیگر کتب مقدس، اشعار و قطعات منظوم و همچنین از متون کلاسیک افرادی همچون سولینوس در اثر خود استفاده کرده که این بر ارزش کار وی افزوده‌است، به‌نحوی که منبع و الگویی برای رویدادنامه‌های بعدی مرتبط با جنگ‌های صلیبی باشد. اما آنچه استنباط می‌شود این است که فوشیه این کتاب را در ۳ مرحله تألیف و ویرایش کرده‌است: نخستین اقدام وی احتمالاً در سال ۱۱۰۱ آغاز و تا قبل از سال ۱۱۰۵ به پایان رسیده‌است؛ بخش دوم احتمالاً در سال ۱۱۰۶ تکمیل شده باشد؛ و بخش سوم کتاب نیز احتمالاً در سال ۱۱۲۴ میلادی به پایان رسیده اما ویرایش آن تا اواخر ۱۱۲۷ یا ۱۱۲۸ ادامه یافته‌است که از نظر برخی مورخان معاصر همچون دانا سی. مونرو ، وی اینکار را برای بهبود و رفع نواقص اثر خود انجام داده‌است.
در رابطه با نسخ این کتاب، نسخ متعددی اما اطلاعات اندکی وجود دارد که با این حال می‌توان به نسخهٔ کتابخانه بریتانیا اشاره کرد. تزئیناتی که در این کتاب به کار رفته‌است (مثل حروف اول کلمات) با دست‌نوشته‌های قرن ۱۲ متعلق به کانتربری و جنوب انگلستان شباهت زیاد دارد: طرح‌های مارپیچی مثل طرح تاک. این اثر نخستین بار توسط هنریش هاگنمیر در سال ۱۹۱۳ جمع‌آوری و به زبان لاتین منتشر شد؛ و در نهایت این کتاب در سال ۱۹۶۵ توسط فرانسیس ریتا ریان  و با ویراست هرولد اس. فینک  در دانشگاه تنسی منتشر شد.

### نام
گِشتا یا چِستا (به لاتین: Gesta)، واژه‌ای لاتین به معنای رویداد، رخداد یا حادثه است و لفظ گِشیشتِ (به لاتین: Geschichte) که از قرن ۱۸ میلادی در زبان آلمانی جایگزین کلمه Historie شد، از همین ریشه گِشهِن (به آلمانی: Geschehen) به معنای رخداد، حادثه یا مجموعه‌ای از رویدادهاست که آن نیز از همین ریشه لاتینی گشتا (به لاتین: Gesta) می‌باشد. بنا بر نظر مارک بلوخ لفظِ Geste نیز مشتق از Geschehen و به معنای قالب شعری است که برای شرح داستان‌های رمانتیک و ماجراجویانه در قرون وسطی به کار می‌رفت که می‌توان در این زمینه به شانسون دو ژِست یا کانتار دِ گِستا اشاره کرد.

### ویژگی‌های محتوایی و ادبی گشتا
این اثر دارای امتیازها و ویژگی‌های بارزی است که از جملهٔ آنها عبارت‌اند از:
- با وجود حضور کشیشیان و وقایع‌نگاران برجستهٔ دیگر، اعم از مؤلف گمنام گشتا، ریمون آگیلی، روبرت راهب، بالدریک دویلی و گیبرت نوژنتی و …، در مجمع تاریخی کلرمون و نگارش دربارهٔ این گردهمایی، گزارش فوشیه شارتری از آن و شرح جزئیات وقایع آن، کامل‌ترین و منحصربه‌فردترین گزارشی است که برجای مانده‌است.[۴۰][۴۱]
- وی توجه خواننده را به اهمیت صداقت و درستی و ارتباط آن با مشاهدهٔ عینی معطوف نموده و هم در مقدمه و هم در جای‌جای اثرش به آن تأکید کرده‌است. از سویی دیگر، وی برای بالا بردن مقام خود به عنوان شاهد عینی، در ذهن خواننده مکرراً خود را در همه گزارش‌ها از جمله در وقایع مذهبی، نظامی و سیاسی به عنوان قهرمان معرفی می‌کند. با این حال وی در جریان محاصره انطاکیه یا اورشلیم نبوده‌است بنابراین از نظر برخی مورخان معاصر همچون دانا سی. مونرو، این از ارزش کار وی کاسته‌است اما بهترین منبع در رابطه با سال‌های نخست پادشاهی اورشلیم است.[۴۲][۴۳][۴۴]
- فوشیه شارتری در حین شرح وقایع با مخاطب خود صحبت می‌کند و با نثری روان و داستانی، از تجربه‌های خویش در نبردها و سفرهایش در شرق می‌نویسد.[۴۵]
- وی وقایعی را که در آن در حضور داشته، به‌طور اول شخص جمع و آنهایی را که به چشم خود ندیده، به صورت سوم شخص مفرد نقل می‌کند.[۴۶]
- وی علاوه بر ثبت مشاهدات عینی خود از وقایع و حوادث جنگ صلیبی اول و مقدمات آن در بعضی موارد به آثار مؤلف گمنام گشتا و ریمون آگیلی و … نیز استناد نموده‌است.[۴۷][۴۸]
- تحلیل دینی حوادث در طول جنگ و اعتقاد به ظهور معجزات الهی در موقعیت‌های مختلف و خاص و استناد به مطالب انجیل و دیگر کتاب‌های مقدس، یکی دیگر از ویژگی‌های کار اوست. افزون بر این، مطالب اخلاقی و پندآموز در اثر او اندک نیستند.[۴۹]
- فوشیه شارتری با اینکه در کل دوران فرمانروایی و پادشاهی بالدوین یکم، کشیش مخصوص و از طرفداران وی یود، اما دربارهٔ سیاست‌های حکومت و کلیسا کاملاً محتاط بود.[۵۰]
- اشعار منظوم (قطعات منظوم) اجتماعی، مذهبی دینی و حماسی و مرثیه‌ای که از سوی فوشیه در موقعیت‌ها و مناسبت‌های خاص نظیر فتوحات و پیروزی صلیبیون بر مسلمانان، سقوط یک شهر، شکست صلیبیون، وقوع معجزات الهی، ازدواج بزرگان، مدح و ستایش امیران، سوگ پادشاهان و فرماندهان و اسقفان صلیبی و …، سروده شده‌اند، از دیگر امتیازهای این اثر هستند.[۵۱]
- توضیحات و اطلاعات محلی وی دربارهٔ وضعیت جغرافیای طبیعی و تاریخی شهرهای منطقهٔ جنگ در شرق دریای مدیترانه (سرزمین مقدس و شام)، تاریخ و سرگذشت شهرها، اقوام، مساحت، ویژگی‌های بارز، آثار و بناها، شیوه معیشت و اقتصاد و تنوع حیوانات و پرندگان و درختان و گیاهان عجیب شهرهای سرزمین‌های شرقی در قالب جملاتی کوتاه و رسا هم از مشخصات دیگر این اثر هستند.[۵۲][۵۳]
- شرح وقوع حوادث طبیعی، نظیر زلزله‌های مهیب و خسوف و کسوف و …، در سال‌های مختلف در اورشلیم و توصیف واکنش و برداشت مردم این سرزمین از این اتفاق‌ها، ویژگی دیگر این اثر و نشانهٔ علاقه فروان فوشیه به تاریخ و پدیده‌های طبیعی است. وی در این مباحث به برخی متون کلاسیک نظیر سولینوس ــ نویسنده عهد باستان ــ و اظهارنظرهای پلینی دربارهٔ تاریخ طبیعی استناد نموده‌است.[۵۴]
- استفاده اسرارآمیز وی از تاریخ‌ها و زمان‌های طالع‌بینانه و نجومی، یکی دیگر از ویژگی‌های کار فوشیه است.[۵۵]
- اطلاعات دقیق فوشیه از تأییدپذیری صلیبیون از فرهنگ و زبان و آداب و رسوم و سنن شرقی‌ها و آمیختگی آنان با ساکنان مسیحی شرقی مدیترانه، ویژگی منحصربه‌فرد اثر وی در میان وقایع‌نگاران معاصر اوست.[۵۶]
- این اثر تنها منبع لاتین معاصر با سال‌های استقرار صلیبیون در شرق است که به شرح وقایع همه امارت‌های صلیبی شام تا سال ۱۱۲۷ پرداخته‌است. به سخن دیگر، شرح حوادث صلیبیون در سال‌های[۵۷] ۱۱۲۰ تا ۱۱۲۷ را تنها در اثر وی می‌توان مطالعه نمود.[۵۸]

## گشتااز نگاه متخصصان
بنا بر نظر رانسیمان، فوشیه شارتری از داناترین و قابل اعتمادترین وقایع‌نگاران لاتین است که با وجود وفاداری شدیدش به بالدوین یکم (برعکس مؤلف گمنام گشتا و ریمون آگیلی که هر کدام به یکی از فرماندهان صلیبی وفادار بودند و این وفاداری در اثر آنها نمود پیدا کرده‌است)، وقایع را همواره با دیده‌ای واقع‌بینانه و بدون تعصب و جانبداری بررسی کرده و تنها در سومین بخش اثر اوست که به نظر رانسیمان در حق بیزانسی‌ها بی‌مهری به چشم می‌خورد؛ وگرنه، در همهٔ مواقع او از مسیحیان شرقی با لحنی دوستانه یاد می‌کند. این ویژگی‌ها در اثر وی منجر شده‌است که وقایع‌نگاران بعد وی از اثر وی در کار خود استفاده کنند.

## واژه‌نامه
1. ↑  Gesta Francorum Iherusalem peregrinantium

## یادداشت
1. ↑  ناصری طاهری، دو کار ریمون آگیلی و آلبرت آخنی را هم‌تراز با این کار می‌داند
2. ↑  
Dana Carleton Munro
3. ↑  Farnces S. Ryan
4. ↑  Harlod S. Fink